# Stiphrosoma
Genre
Stiphrosoma est un genre d'insectes diptères de la famille des Anthomyzidae.

## Liste d'espèces
Selon Catalogue of Life (18 août 2013) :
- Stiphrosoma artum
- Stiphrosoma balteatum
- Stiphrosoma cingulatum
- Stiphrosoma fissum
- Stiphrosoma grandis
- Stiphrosoma helvum
- Stiphrosoma hirtum
- Stiphrosoma humerale
- Stiphrosoma laetum
- Stiphrosoma lucipetum
- Stiphrosoma minor
- Stiphrosoma pectinatum
- Stiphrosoma pullum
- Stiphrosoma sabulosum
- Stiphrosoma setipleurum
- Stiphrosoma sororium
- Stiphrosoma stylatum
- Stiphrosoma vittatum